# Jorge Sá Borges
Jorge Sá Borges (Porto, 1933 — Lisboa, 8 de novembro de 2009) foi político português.
Licenciado em Direito e advogado de profissão, foi vice-presidente da direção de Jorge Sampaio na Associação Académica da Faculdade de Direito de Lisboa, em 1960-61, e seguidamente um dos ativistas da célebre crise académica de 1962, que iniciou um período de contestação generalizada dos estudantes contra a ditadura.
Após a Revolução de 25 de Abril de 1974, Sá Borges esteve ligado à fundação do Partido Social Democrata, protagonizando a primeira cisão do partido, logo em 1975.
Mais tarde participou na fundação do Movimento Social Democrata, que integrou outros dissidentes do PSD, como Joaquim Magalhães Mota, José Manuel Sérvulo Correia ou Miguel Veiga.
Em 1975 e 1976 foi ministro dos Assuntos Sociais no IV Governo Provisório liderado por Vasco Gonçalves e no VI Governo Provisório liderado por José Pinheiro de Azevedo.
Ocupou o cargo de Ministro do Trabalho no V Governo Constitucional. 
A 27 de março de 1998, foi agraciado com o grau de Grande-Oficial da Ordem da Liberdade.

## Funções governamentais exercidas
- V Governo Constitucional
  - Ministro do Trabalho